# Municipio de Richland (condado de Ogemaw)
El municipio de Richland (en inglés: Richland Township) es un municipio ubicado en el condado de Ogemaw en el estado estadounidense de Míchigan. En el año 2010 tenía una población de 914 habitantes y una densidad poblacional de 9,84 personas por km².

## Geografía
El municipio de Richland se encuentra ubicado en las coordenadas 44°12′34″N 83°56′5″O / 44.20944, -83.93472. Según la Oficina del Censo de los Estados Unidos, el municipio tiene una superficie total de 92.85 km², de la cual 90,09 km² corresponden a tierra firme y (2,97 %) 2,76 km² es agua.

## Demografía
Según el censo de 2010, había 914 personas residiendo en el municipio de Richland. La densidad de población era de 9,84 hab./km². De los 914 habitantes, el municipio de Richland estaba compuesto por el 95,73 % blancos, el 0,55 % eran amerindios, el 0,11 % eran de otras razas y el 3,61 % eran de una mezcla de razas. Del total de la población el 3,5 % eran hispanos o latinos de cualquier raza.